# Careborysów
Careborysów (Carew-Borysów, ros. Царёв-Бори́сов, Царебори́сов, ukr. Царебори́сів) – dawne miasto i twierdza rosyjska zlokalizowane u ujścia rzeki Bachtyn do Oskołu. Jeden z najstarszych punktów osadnictwa na obszarze Ukrainy Słobodzkiej. Zostało założone przez Bohdana Bielskiego i Siemiona Alforowa w 1599 na polecenie cara Borysa Godunowa jako jedna z głównych fortec Carstwa Rosyjskiego na południowym pograniczu. W 1612 spalone przez Tatarów i opuszczone. Próbę odbudowy miasta podjęto bez powodzenia w 1625. Twierdzę odbudowano w 1656 ale do końca XVII stulecia została ona ponownie opuszczona. Obecnie w miejscu dawnego miasta znajduje się grodzisko i stanowisko archeologiczne.